# Quốc ca Bosnia và Hercegovina
Quốc ca Bosna và Hercegovina là tên của quốc ca Bosna và Hercegovina. Bài hát được phổ nhạc vào năm 1998 bởi Dušan Šestić - một nghệ sĩ violin người Bosnia. Bài quốc ca này là một trong số ít bài quốc ca không có lời chính thức (cùng với Tây Ban Nha, San Marino và Kosovo). Bài hát không có lời bài hát chính thức, mặc dù lời bài hát không chính thức đã được viết cho nó.
Sau Hòa ước Dayton, kết thúc Chiến tranh Bosnia vào giữa những năm 1990, các biểu tượng nhà nước Bosnia được quy định phải bao gồm các nhóm sắc tộc chính của đất nước và không đưa ra bất kỳ tham chiếu công khai nào đến một nhóm cụ thể. Quốc ca Bosnia được sử dụng vào thời điểm đó được coi là không đủ hòa nhập đối với tất cả các nhóm dân tộc của đất nước và do đó Liên Hợp Quốc, cơ quan giám sát quốc gia này như một phần của Hòa ước, đã quyết định thay thế nó bằng một nhạc cụ, mà nó được coi là bao gồm nhiều hơn. Trong hai thập kỷ kể từ khi thành lập, nhiều nỗ lực đã được thực hiện để sử dụng lời bài hát cho nó, gần đây nhất là vào năm 2018, nhưng do những bất đồng chính trị, chưa có nỗ lực nào thành công.

## Lịch sử

### Bối cảnh
Quốc ca đã được Đại diện cấp cao của Bosna và Hercegovina của Liên Hợp Quốc thông qua tạm thời vào ngày 25 tháng 6 năm 1999 bằng việc ban hành Luật về Quốc ca của Bosna và Hercegovina, thay thế bài quốc ca trước đó, "Jedna si jedina", vốn không được các cộng đồng Người Serb và Croat của đất nước đặc biệt yêu thích. The Bosnian government itself formally adopted it in 2001, và nó được cho là đã được sử dụng cùng với quốc kỳ và quốc huy kể từ ngày 10 tháng 2 năm 1998.
Nhà soạn nhạc người Serb - Bosnia, Dušan Šestić từ Banja Luka đã sáng tác giai điệu, ban đầu không có lời bài hát nào dưới tiêu đề làm việc "Intermeco" ("Intermezzo"), thường được gọi là tiêu đề của nó mặc dù nó chưa bao giờ được chính thức thông qua như vậy. Šestić đã bị một số người Serb không thích tố cáo rằng anh ấy đã viết quốc ca của một quốc gia mà họ phản đối sự tồn tại của họ, trong khi một số người Croatia và Bosnia không thích việc một người Serb sáng tác quốc ca trái ngược với một thành viên cùng sắc tộc của họ.
Do độ dài của nó, một phiên bản rút gọn bỏ qua một số ô nhịp gần giữa bản nhạc thường được chơi vào những dịp cần sự ngắn gọn.

## Lời bài hát
Kể từ năm 2007, nhiều nỗ lực đã được thực hiện để đưa lời bài hát cho quốc ca Bosnia. Lời bài hát được viết bởi Šestić, nhà soạn nhạc gốc, và Benjamin Isović, được đề xuất vào tháng 6 năm 2008 và được ủy ban quốc hội chấp nhận vào tháng 2 năm 2009. The 2008 lyrics emphasize national unity and a focus on the future, rather than emphasizing the past or ethnic differences. Mặc dù anh ấy được cho là đã được trả 17.000 Euro do nhà nước chia cho Isović vì vai trò viết lời bài hát mới, Šestić vẫn chưa nhận được tiền bồi thường kể từ năm 2015. Quyết định vẫn cần có sự chấp thuận của Hội đồng Bộ trưởng Bosnia và Hercegovina và Hội đồng Nghị viện Bosnia và Hercegovina. Lời bài hát được đề xuất không đề cập đến hai thực thể hành chính hoặc các quốc gia hiến pháp tạo nên nhà nước, dẫn đến một số phản đối, và kết thúc bằng dòng "Chúng ta sẽ cùng nhau đi đến tương lai!". Là một phần của quá trình cân nhắc, một nhà âm nhạc học Dragica Panić Kašanski đã hát cho một ủy ban chính phủ một bản ghi lời bài hát.
Việc áp dụng trữ tình một lần nữa được đề xuất vào năm 2016, nhưng chúng cũng không được chấp thuận. Vào tháng 2 năm 2018, một nỗ lực đổi mới để áp dụng lời bài hát đã được bắt đầu, mặc dù do bản chất phân chia sắc tộc của nền chính trị Bosnia, nó không có khả năng thành công vì một số nỗ lực tương tự khác đã được thực hiện và không bao giờ được chấp thuận. Một số người đã gợi ý sử dụng các từ trong bài thơ tiếng Serbo-Croatia "Emina" làm lời bài hát quốc ca, do nó có mối liên hệ với người Bosnia, người Croatia và người Serb.

### Lời bài hát được đề xuất
| Tiếng Bosnia | Serbian Cyrillic | Dịch tiếng Anh |
| --- | --- | --- |
| Ti si svjetlost duše Vječne vatre plam Majko naša zemljo Bosno Tebi pripadam Divno plavo nebo Hercegovine U srcu su tvoje rijeke Tvoje planine Ponosna i slavna Krajina predaka Živjećeš u srcu našem Dov'jeka Pokoljenja tvoja Kazuju jedno 𝄆 Mi idemo u budućnost Zajedno! 𝄇 | Ти си свјетлост душе Вјечне ватре плам Мајко наша земљо Босно Теби припадам Дивно плаво небо Херцеговине У срцу су твоје ријеке Твоје планине Поносна и славна Крајина предака Живјећеш у срцу нашем Дов'јека Покољења твоја Казују једно 𝄆 Ми идемо у будућност Заједно! 𝄇 | You're the light of the soul Eternal fire's flame Mother of ours, o land of Bosnia I belong to you The beautiful blue sky Of Herzegovina In the heart are your rivers Your mountains Proud and glorious Land of ancestors You shall live in our hearts Ever more Generations of yours Show up as one 𝄆 We go into the future Together! 𝄇 |

## Tiếp nhận
Theo một cuộc khảo sát năm 2011 được thực hiện đối với người dân Bosnia, thái độ của người Bosnia đối với quốc ca của đất nước họ được thể hiện là có sự chia rẽ rõ rệt theo các sắc tộc, với người Bosnia nhìn chung thích quốc ca, người Croatia thì có thái độ mâu thuẫn với nó và người Serb thì cực kỳ không thích nó, thậm chí còn la ó nó tại một số buổi biểu diễn, từ chối ủng hộ nó và ứng xử bằng cử chỉ chào ba ngón tay. Trong một số trường hợp, quốc ca Bosnia và Hercegovina không được phát ở Republika Srpska ngay cả tại các sự kiện mà các bài khác được phát.

### Tranh cãi
Vào cuối những năm 2000, các nhà bình luận đã ghi nhận sự giống nhau về mặt thẩm mỹ của quốc ca Bosnia và Hercegovina với bản nhạc cụ "Faber College Theme" của Elmer Bernstein, được dùng làm nhạc giới thiệu cho bộ phim năm 1978 National Lampoon's Animal House, dẫn đến cáo buộc đạo văn và kết quả là kêu gọi thay thế sáng tác. Nhà soạn nhạc Dušan Šestić đã tự bảo vệ mình trước những cáo buộc đạo văn, nói rằng anh ta không thể đạo văn tác phẩm của Bernstein vì anh ta không biết về sáng tác của ông.